# Juha Hirvi
Juha Petter Hirvi (* 25. März 1960 in Kymi) ist ein ehemaliger finnischer Sportschütze.

## Erfolge
Juha Hirvi nahm sechsmal an Olympischen Spielen teil. 1988 in Seoul belegte er mit dem Luftgewehr und dem Kleinkaliber im Dreistellungskampf jeweils den 17. Platz, im liegenden Anschlag mit dem Kleinkaliber erreichte er Rang 24. Vier Jahre darauf kam er in Barcelona nicht über den 27. Platz mit dem Luftgewehr hinaus. Mit dem Kleinkaliber zog er dagegen in beide Finals ein, die er im liegenden Anschlag auf dem sechsten und im Dreistellungskampf auf dem vierten Platz beendete. Bei den Olympischen Spielen 1996 in Atlanta gehörte Hirvi in keiner der drei Disziplinen zu den besten zehn Schützen, wie auch 2000 in Sydney mit dem Luftgewehr und im liegenden Anschlag mit dem Kleinkaliber. Im Dreistellungskampf gelang ihm der Finaleinzug und erzielte insgesamt 1270,5 Punkte. Damit gewann er hinter Rajmond Debevec und vor Harald Stenvaag die Silbermedaille. Die Spiele 2004 in Athen schloss er mit dem Luftgewehr auf Platz 45 sowie mit dem Kleinkaliber im liegenden Anschlag auf Platz neun und im Dreistellungskampf auf Platz 15 ab. Seine letzte Olympiateilnahme 2008 in Peking beendete Hirvi mit dem Kleinkaliber auf dem zwölften Platz im Dreistellungskampf sowie, nach erfolgreicher Finalqualifikation, auf dem siebten Rang im liegenden Anschlag.
Hirvi wurde mit dem Kleinkaliber 1986 in Suhl im knienden Anschlag sowie 1998 in Barcelona im liegenden Anschlag Vizeweltmeister.